# 妙性寺 (君津市)
妙性寺（みょうしょうじ）は、千葉県君津市大鷲にある日蓮宗の寺院。山号は法雲山。旧本山は木更津光明寺、池上・芳師法縁。

## 歴史
慶長2年（1597年）日昌を開山に創建。慶応4年（1868年）官軍の兵火で諸堂を焼失。その後、山上に移転し再建された。昭和50年（1975年）焼失した本堂諸像を復興した。

## 境内
- 本堂

## 参考資料
- 日蓮宗寺院大鑑編集委員会『宗祖第七百遠忌記念出版 日蓮宗寺院大鑑』大本山池上本門寺 (1981年)
- 日蓮宗新聞　2013年5月25日